# Тала (персонаж)
Тала — персонаж игры Darkwatch, одна из агентов тайного общества Darkwatch.

## Описание
Тала является девушкой из индейского племени, мать которой была провидицей. После смерти матери её и отца изгоняют из родного племени боясь её сверхъестественных способностей.  Отца Талы убивают бандиты, а её похищают и насилуют. Вскоре похитителей убивают вампиры, а её спасают агенты общества Darkwatch, которые принимают её под своё крыло, по большей части из-за её способностей шамана. Спустя время Тала обретёт репутацию охотника на нечисть, жёсткость которой граничит с жестокостью. Она соблазняет своего коллегу по ремеслу Джерико Кросса, вампира, уговорив сделать её наполовину вампиром.
- Игра Darkwatch: Curse of the West

В игре Тала является одной из игровых персонажей.
- Комикс

Тала появляется как одна из главных героев в комиксе "Innocence", опубликованном в июле 2005 года в выпуске журнала Heavy Metal.
- Фильм

Начиная с 2004 года создатели игры ведут переговоры по экранизации Darkwatch: Curse of the West

## Отзывы и критика

### Промоушн
Большую часть по продвижению игры послужил Промоушн главных героинь показанных на провокационный манер, широко освещённых в выпусках журнала Плейбой. В особенности это касалось Талы, в октябрьском номере 2004 года она описывается как "wearing only a feather in her hair" ("из одежды только перо в волосах").
Провокационные adult-изображения Талы были представлены в информационном веб-сайт IGN.
В октябре 2005 года вышло специальное издание Плейбоя «Girls of Gaming» в котором также фигурируют Тала и Кессиди из Darkwatch.

### Отзывы в прессе
В выпуске Playboy декабря 2007 года вышло новое специальное издание «Girls of Gaming» с Талой и Кессиди.
Тала изображена в стиле Пинап в журнале Hotlist magazine в июне 2006 г. Тала фигурирует в журнале Play, выпуск №44 2005 г., также в календаре Heavy Metal в 2007 г.

### Рейтинги и критика
Сайт GameDaily поместил Талу в десятку рейтинга Babe of the Week: Outrageous Boobs.
Также она входит в десятку Top 10 Video Game Chicks в 2007 году, на основании мнения корреспондентов сайта ActionTrip и зрительских симпатий.
Сайт GamesRadar поместила Талу в Топ-7 Стереотипов коренных американцев, отметив что в игре Darkwatch она позиционируется не только как «сексуальный объект», но и как «сильная женщина, не боящаяся быть сексуальной и при том решительной», это отражение индейской девушки в видеоиграх, по словам корреспондентов «более приемлемое, чем уничижительное и непотребное отношение в игре Custer’s Revenge». В 2012 году Тала заняла 14 место в Топ-50 журнала Complex. Gamemag и Gameplay поместили Талу в восьмёрку рейтинга игровых девушек. В рейтинге Топ-50 издания Listal Тала заняла 13 место
В 2009 году Тала вошла Топ-50 портала «Cre8tive Commando» персонажей-женщин видео игр. В 2013 году Тала заняла 4 место в рейтинге интернет-издания Odee 10 Sexiest Badass Women of Video Games
Майкл Шеяши, автор книги «Коренные американцы в комиксах», затронул стереотипности индейского шамана, в компьютерных играх таких персонажей как Ночной Волк из Mortal Kombat и Тала из Darkwatch.
Тала также обсуждается в книге Бренды Брейзуейт «Sex in Video Games» и книге «Fantasy Women» Аманды Гринслейд.

## Создание образа

### Озвучивание
Роуз Макгоуэн озвучила в игре Талу. Многие игроки и критики игровой индустрии высоко оценили озвучивание персонажа.

### Прототип
При создании игры разработчики основывались на сюжете фильма Хороший, плохой, злой. В игре три игровых персонажа, более или менее соответствующих своим прототипам из фильма. Сама образ Талы восходит к образу "Плохого", только в женском исполнении.